# Myotis tschuliensis
Myotis tschuliensis (нічниця чулійська) — вид рукокрилих ссавців з родини лиликових (Vespertilionidae). 

## Морфологічна характеристика
Від M. nattereri nattereri відрізняється більшими розмірами тіла й черепа, ясно помітним вирізом на зовнішньому краю вуха й дуже блідим забарвленням волосяного покриву — від світло-сіро палевого до різних відтінків світлого палево-світло-коричневого на спині, й білястий з різноманітними палево-жовтуватими відтінками низ. Вуха й перетинки бліді палево-бурі. Довжина тіла 41–47, хвіст 39–44, вуха 17–18.2, передпліччя 41.7–42, загальна довжина черепа 16–16.1 мм. Волосся двоколірне (основи волосків інтенсивно-сіро-аспідні). Край міжстегнової перетинки між кінцями шпор і хвостом потовщений, зазубрений і густо війчастий. Відокремленість виду підтверджена молекулярними дослідженнями.

## Середовище проживання
Вид поширений у чорноморсько-каспійському регіоні: Україна, Росія, Грузія, Вірменія, Азербайджан, Туреччина, Іран, Ірак, Туркменістан. Типовий екземпляр здобув Огнєв С. І. в Чулі, пн.-зх. Копет-Даг, у Туркменістані.

## Назва
Вид названий на честь типової місцевості.